# Peter Rauhofer

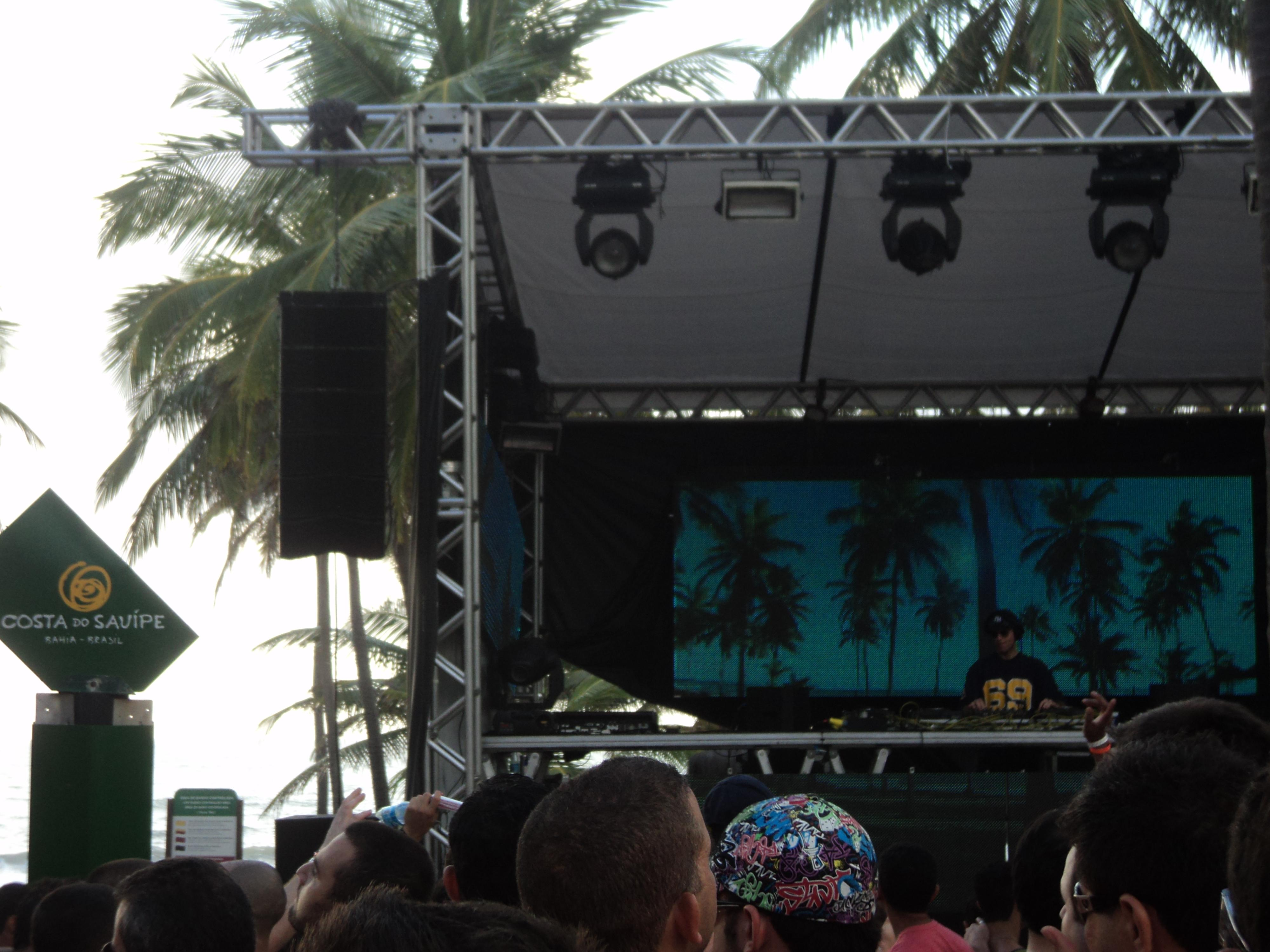
Rauhofer in 2010.

Peter Rauhofer (29 april 1965 – 7 mei 2013) was een Oostenrijkse dj en producer die actief was in het housegenre. Hij werd vooral bekend met producties onder de naam Club 69 en was een belangrijke pionier in het ontwikkelen van een dancescene in Oostenrijk.
De produceerstijl van Rauhofer onderscheidde zich door een mix van commercieel getinte house waarbij gezongen werd met spoken word-vocalen. Hierbij werd Peter doorgaans bijgestaan door Kim Cooper. De nummers van Rauhofer hadden doorgaans seks als onderwerp.

## Biografie
Peter Rauhofer werd in 1965 geboren in Wenen. In zijn jonge jaren is een van zijn belangrijkste hobby's het opnemen van onbekende muziek van Radio Luxemburg om dit aan vrienden te laten horen. Via die weg krijgt hij een baantje bij een platenzaak. Hier komt hij in aanraking met de eerste dancemuziek uit de Verenigde staten. Die muziek pakt zijn interesse en al snel was hij als dj in de Weense club U4 een van de eerste ambassadeurs van dancemuziek in Oostenrijk. Naast dj'en hield hij zich bezig met het scouten van nieuw talent in de stad. Zo bracht hij het duo Kruder & Dorfmeister samen.
In 1991 begon Peter ook met het produceren van eigen platen. Zijn eerste productie maakte hij in samenwerking met Richard Dorfmeister. Als Danube Dance maakten ze de single Unique samen met van oorsprong Amerikaanse zangeres Kim Cooper, die in Wenen woonde. Het nummer werd door menig dj opgepikt en bereikte in Nederland de tipparade. Een vergelijkbaar succes had hij enkele maanden later met zijn eigen plaat Let me be your underwear als Club 69. Dit leidde tot een aanbod van Pete Tong om een album voor diens label FFRR te maken. Dat werd Adults only (1994). Dat leverde hem de nodige opdrachten voor remixes op.
In 1995 besloot Rauhofer zijn werkterrein te verleggen naar New York. Hij huurde er een appartement, ofschoon hij ook een huis in Oostenrijk aanhield en geregeld in zijn geboortestad bleef werken. In de late jaren negentig maakte hij voor Club 69 het album Style en maakte hij ook het album Pimps, Pumps And Pushers (1996) voor het zijproject Size queen. Door het nummer Drama werd het album Style een hit in de Amerikaanse albumcharts. Dat leverde hem een grote populariteit op in de Amerikaanse housescene van die jaren. Vooral in de gayclubs bleek zijn stijl erg populair. Het bezorgde voor vele opdrachten voor remixen van artiesten als Yoko Ono, Madonna en Whitney Houston. Vanaf de late jaren negentig begon hij een intensieve samenwerking met Eric Kupper, die de toetsen deed op enkele van zijn tracks en hem assisteerde hij zijn remixes. Zijn remix van Believe van Cher levert hem in 2000 zelfs een Grammy Award op. Ook produceerde hij tracks voor het album Club Stories van Byron Stingily. Na 2000 werd het produceren wat minder, maar verschenen er nog diverse mixalbums, zoals meerdere delen van Live @ Roxy en I Love met sets in New York, Miami en Montreal.
Op 7 maart 2013 moest Peter Rauhofer met spoed worden opgenomen op de intensive care vanwege een hartaanval. Na onderzoek bleek de oorzaak een hersentumor in een vergevorderd stadium. Enkele weken later, op 7 mei 2013, overleed Peter Rauhofer.
- Bibliothèque nationale de France: cb140669466 (data)
- International Standard Name Identifier: 0000 0001 2954 5416
- Library of Congress Control Number: no98044027
- MusicBrainz: 69132a39-4ca1-4bc5-83e3-efd24c547d23
- Virtual International Authority File: 2081949
- WorldCat: E39PCjDDBvvRFhHg3YfmkWRRDm